# Patrick Hombergen
Patrick Hombergen (Bruxelles, 8 settembre 1946) è un ex tennista belga.

## Biografia
Nelle prove del Grande Slam ottenne il suo miglior risultato in singolare nel 1972, quando raggiunse i sedicesimi di finale a Wimbledon. Nello stesso anno, in doppio, si spinse nei quarti al Roland Garros in coppia con il compagno di Davis Bernard Mignot, sconfiggendo a sorpresa le teste di serie n° 2 Ilie Năstase e Ion Țiriac.
Nel circuito Grand Prix vanta quattro quarti di finale, tre raggiunti nel 1972, a Bruxelles, Gstaad e Hilversum, e l'ultimo a Barcellona, dove fu sconfitto in due set da Adriano Panatta nel 1973, anno della sua unica finale in doppio a Valencia, dove fu sconfitto, sempre in coppia con Bernard Mignot, da Mike Estep e Ion Țiriac.
Hombergen fu componente fisso della squadra belga di Coppa Davis. È il quarto per numero di presenze con la propria nazionale in questa competizione. Dal 1966 al 1980 fu convocato in 21 occasioni, con un bilancio di 15 vittorie e 24 sconfitte in singolare e 11 vittorie e 7 sconfitte in doppio. Nel 1968, nella gara contro la Cecoslovacchia disputata a Bruxelles, si impose in 5 partite su Jan Kodeš rimontando due set di svantaggio.

## Finali Grand Prix in carriera

### Doppio: 1 (0–1)
| Risultato | N° | Anno | Torneo           | Superficie  | Compagno       | Avversari             | Punteggio    |
| --------- | -- | ---- | ---------------- | ----------- | -------------- | --------------------- | ------------ |
| Finalista | 1. | 1973 | Valencia, Spagna | Terra rossa | Bernard Mignot | Mike Estep Ion Țiriac | 4–6 6–1 8–10 |

1. ↑   ITF Tennis - Pro Circuit - French Open - 22 May - 04 June 1972, su itftennis.com, International Tennis Federation. URL consultato l'8 marzo 2016 (archiviato dall'url originale il 12 maggio 2016).
2. ↑  (ES) Orantes Gano El Primer Torneo Del Circuito Europeo De Primavera, in ABC, 3 aprile 1973,  p. 66. URL consultato l'8 marzo 2016.
3. ↑   Davis Cup - Draws & Results, su daviscup.com. URL consultato il 12 settembre 2018.